# Marc de Beauvau, principe di Craon
François Vincent Marc de Beauvau, I principe di Craon e di Beauveau, principe del Sacro Romano Impero, marchese d'Haroué, di Craon e Beauvau e grande di Spagna (Nancy, 29 aprile 1679 – Haroué, 10 marzo 1754), è stato un nobile e politico francese, dal 1737 al 1749 Presidente del Consiglio di Reggenza del Granducato di Toscana.

## Biografia

### Giovinezza e matrimonio
Nacque da Louis, marchese di Beauvau (1638-1703) e dalla sua seconda moglie, Anne de Ligny.
Il 16 settembre 1704, a Lunéville, sposò Anne Marguerite de Lignéville (1686-1772), contessa del Sacro Romano Impero e favorita del duca Leopoldo di Lorena.

### Presidente del Consiglio di Reggenza del Granducato di Toscana
Fu precettore del giovane duca Francesco III Stefano di Lorena e amico d'infanzia del padre il duca Leopoldo di Lorena. Quando in seguito alla fine della Guerra di successione polacca la Francia e l'Austria sottoscrissero la pace, il duca fu costretto a cedere la Lorena in cambio della Toscana. Craon ne fu nominato governatore nel 1737 alla morte dell'ultimo granduca Gian Gastone, e amministrò per lui, con il titolo di Presidente del Consiglio di Reggenza il Granducato di Toscana.
Il principe suggerì a Francesco Stefano la creazione di un Consiglio di Reggenza del quale facessero parte i notabili della regione che agisse nel nome del granduca. Il 9 luglio 1737 alla morte del granduca Gian Gastone venne creato il Consiglio di Reggenza e Craon andò a presiederlo.

### Ultimi anni e morte
Massone, fu membro della loggia inglese di Firenze
Francesco Stefano di Lorena nel 1749 lo liberò dai suoi doveri ed egli ritornò in Francia, ove morì.

## Discendenza
Marc e Anne-Marguerite ebbero otto figli e dodici figlie comprese:
1. Anne-Marguerite-Gabrielle de Beauvau (1707-1790) che sposerà Jacques Henri de Lorraine, principe di Mortagne-sur-Gironde, e poi Gaston Pierre de Lévis;
2. Gabrielle Françoise (1708-1758) che sposerà Gabriele Alessandro d'Alsace, principe di Chimay;
3. Marie Françoise Catherine de Beauvau (1711-1787) che sposerà Luigi Francesco de Boufflers, marchese d'Amestranges, è stata l'amante del re di Polonia e duca di Lorena Stanislao Leszczyński;
4. Charlotte de Beauvau (1717-1787) che sposerà Léopold Clément de Bassompierre;
5. Charles Juste de Beauvau, Principe di Craon (1720-1793), maresciallo di Francia;
6. Alexandre de Beauvau, conte di Beauvau (†1745);
7. Ferdinand de Beauvau, (1723-1790) Marchese di Craon.